# Med Strunjanom in Fieso
Med Strunjanom in Fieso este o arie protejată (arie specială de conservare — SAC, sit de importanță comunitară — SCI) din Slovenia întinsă pe o suprafață de 15 ha, integral pe uscat.

## Localizare
Centrul sitului Med Strunjanom in Fieso este situat la coordonatele 45°31′36″N 13°35′40″E / 45.5266°N 13.5944°E.

## Înființare
Situl Med Strunjanom in Fieso a fost declarat sit de importanță comunitară în aprilie 2013 pentru a proteja un număr necunoscut de specii din flora spontană și fauna sălbatică aflate în arealul zonei. Situl a fost protejat și ca arie specială de conservare în aprilie 2015.

## Biodiversitate
Situată în ecoregiunea continentală, aria protejată conține 3 habitate naturale: Recifuri, Vegetație anuală la limita mareei, Faleze cu vegetație de Limonium spp. endemic de pe coastele mediteraneene.
La baza desemnării sitului se află un număr nedeclarat de specii protejate.